# CLUB QUATTRO

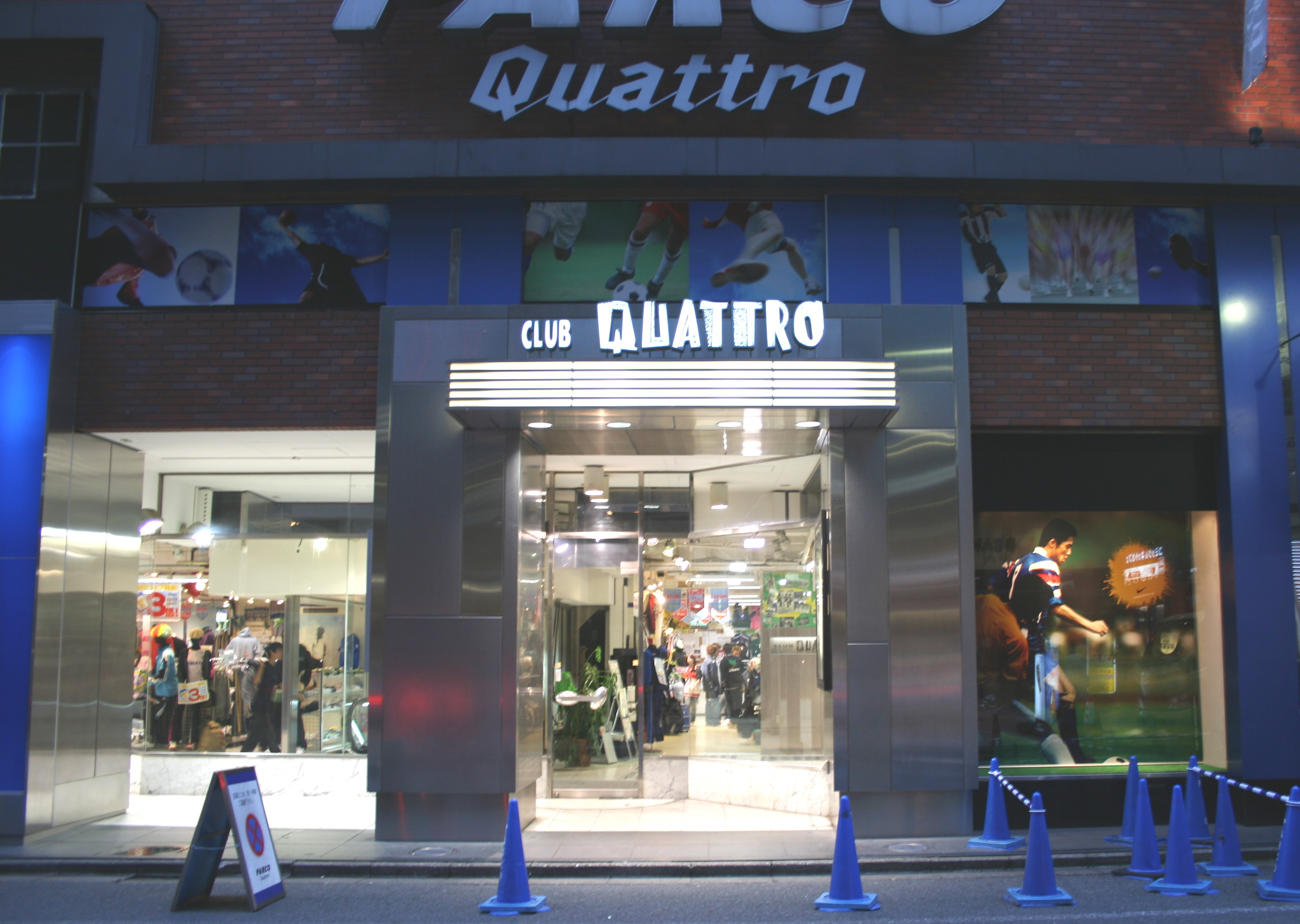
渋谷CLUB QUATTRO

CLUB QUATTRO（クラブクアトロ）は、パルコが運営するライブハウスである。全国に4店舗を展開している。

## 概要
1988年6月28日に東京都渋谷区に1号店をオープン。その後、名古屋市、大阪市、広島市にも店舗を展開している。なお、同社が運営するファッションビル「PARCO」が存在する大都市圏の中で、札幌市と福岡市には進出していない。
また、音楽レーベル・QUATTRO LABEL、QUATTRO DISCなどを設立し若手アーティストの発掘、育成にも注力している。

## 店舗

### 現在

#### 渋谷CLUB QUATTRO
- オープン：1988年6月28日。
- 所在地：東京都渋谷区宇田川町 鎌田興産ビル（旧・QUATTRO by PARCO）4・5階
- 最寄駅：JR山手線・埼京線・湘南新宿ライン、東京メトロ銀座線・半蔵門線・副都心線、東急電鉄東横線・田園都市線、京王井の頭線渋谷駅
- 収容人数：800人
- 入居するビルは、かつて渋谷PARCOを構成する多棟群の1つ（QUATTRO by PARCO）であった。かつてのPART1～3に次ぐ4番目のビルとしてQUATTRO（イタリア語で4の意味）と命名され、その中にあるライブハウスであったことがCLUB QUATTROの名前の由来である。

#### 名古屋CLUB QUATTRO
- オープン：1989年6月29日
- 所在地：愛知県名古屋市中区栄 名古屋PARCO東館8階
- 最寄駅：名古屋市営地下鉄名城線矢場町駅
- 収容人数：550人

#### 梅田CLUB QUATTRO
- オープン：2012年4月13日

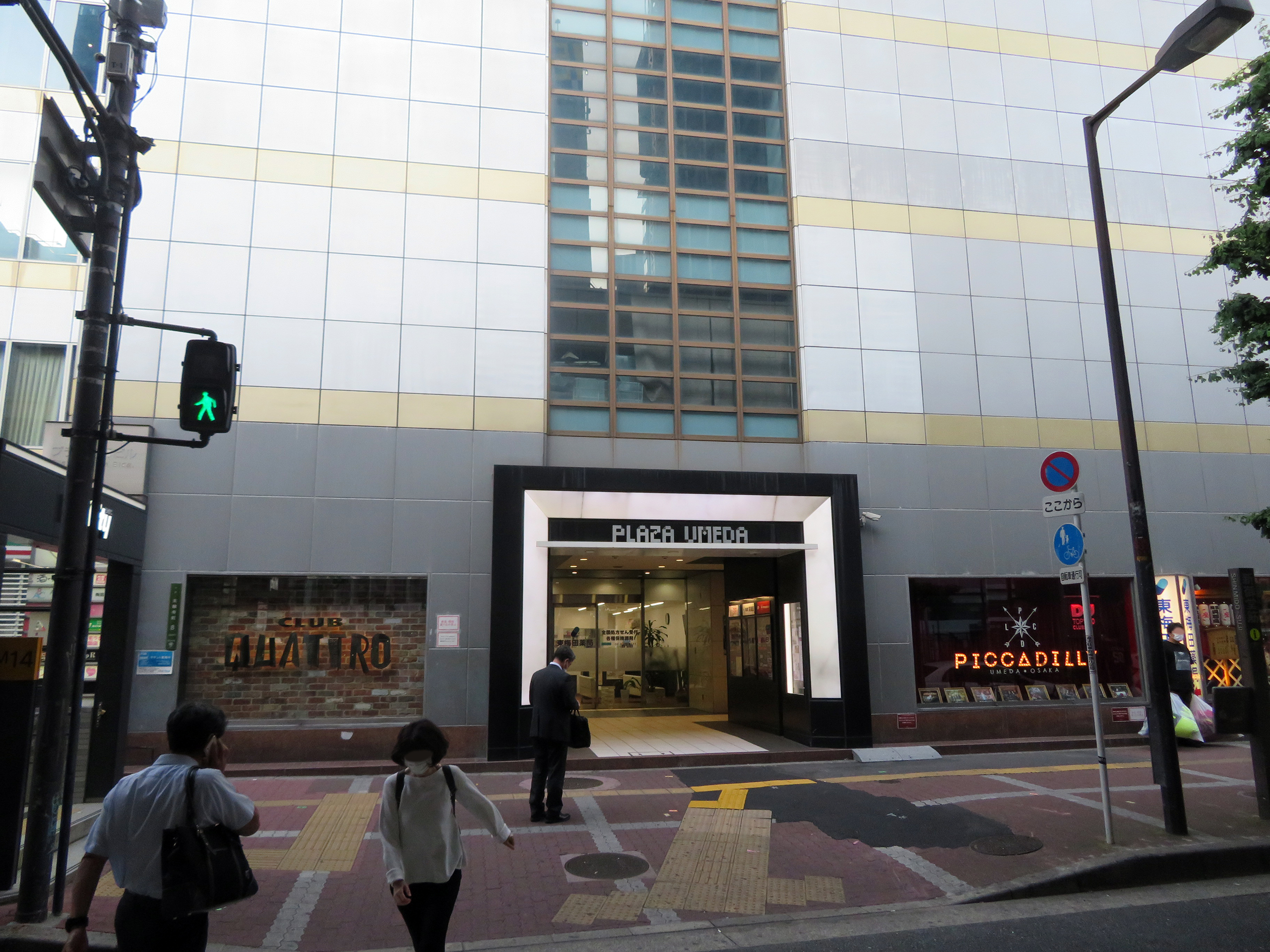
梅田CLUB QUATTROが入居するプラザ梅田（入口）

- 所在地：大阪府大阪市北区太融寺町 プラザ梅田10階
- 最寄駅：JR大阪駅、阪神・阪急・Osaka Metro御堂筋線梅田駅
- 収容人数：650人
- 心斎橋CLUB QUATTROの営業終了（後述）に伴い移転した店舗。心斎橋での20年にわたる歴史を引き継ぐため、レンガや楽屋のアーティストサインなどが移設されている[1]。
- なお、パルコ自体は過去に梅田へ出店するべく大阪鉄道管理局庁舎（JR西日本旧本社）跡地の入札に参加していたが、ヨドバシカメラに敗れて梅田進出を断念したという経緯がある。

#### 広島CLUB QUATTRO
- オープン：2001年12月
- 所在地：広島県広島市中区本通 広島PARCO本館10階
- 最寄電停：広島電鉄本線・白島線八丁堀電停、広島電鉄本線立町電停、広島電鉄本線本通電停、アストラムライン本通駅
- 収容人数：800人
- 2025年より、以前から当店舗を使用しているSTU48の劇場公演開催時には、「STU48広島劇場」の呼称も使用[2]。

### 過去

#### 心斎橋CLUB QUATTRO
- オープン：1991年5月
- 営業終了：2011年9月
- 所在地：大阪府大阪市中央区心斎橋筋 心斎橋PARCO8階
- 最寄駅：大阪市営地下鉄御堂筋線・長堀鶴見緑地線心斎橋駅
- 収容人数：650人
- 入居しているビルの老朽化による建て替えならびにパルコとオーナーとの賃貸借契約期間満了に伴い、2011年9月で一旦営業終了。営業終了後の移転・営業再開については未定と発表されていた[3][4]。その後、2011年9月29日、FM802の番組『BEAT EXPO』で、2012年4月13日に梅田ピカデリー跡地（現プラザ梅田。上述）にて営業を再開することが発表された。2020年11月17～19日には心斎橋パルコ（2代目店舗）のオープン記念に限定復活される予定となっている[5]。